# Gangliosidose
Gangliosidosen sind Lipid-Speicher-Erkrankungen, die durch eine Akkumulation von zuckerhaltigen Lipiden, den Gangliosiden verursacht werden. Im Detail wird dabei zwischen GM1-, GM2- und GM3-Gangliosidose unterschieden.

## GM1-Gangliosidosen
Die GM1-Gangliosidosen werden durch einen Defekt des Enzyms β-Galactosidase hervorgerufen. Dies führt zu einer abnormen Speicherung von zuckerhaltigen Lipiden, dem GM1-Gangliosid, in Zellen des peripheren und zentralen Nervensystems. Die GM1-Gangliosidosen treten in drei Formen auf:

### Infantile GM1
Synonym: Norman-Landing-Syndrom
Beginn im Neugeborenenalter. Trinkschwäche, mangelnde Gewichtszunahme, wirken apathisch. Im 1. Lebensjahr Hepatosplenomegalie, Skelettveränderungen, generalisierte Krampfanfälle, Tetraspastik.

### Juvenile GM1
Synonym: Derry-Syndrom
Beginn im 2. und 3. Lebensjahr. Hypotonie und Ataxie. Krämpfe, mentale Entwicklungsverzögerung, Tetraspastik. Versterben meist vor dem 10. Lebensjahr an schweren respiratorischen Infekten.
Miglustat könnte den Verlauf der Krankheit positiv beeinflussen.

### Adulte GM1
Beginn zwischen dem 3. und 30. Lebensjahr.  Nur Einzelberichte liegen vor. Dysarthrie, Gangstörungen, Dystonie.

## GM2-Gangliosidosen
Die GM2-Gangliosidosen sind eine Gruppen von lysosomalen Speicherkrankheiten, bei denen zuckerhaltige Lipide, die GM2-Ganglioside, abgelagert werden. Es gibt eine infantile („kindliche“) und eine juvenile/adulte („jugendliche/erwachsene“) Verlaufsform der GM2-Gangliosidose. Diese können als verschiedene Varianten auftreten:
- GM2-Gangliosidose Variante B (Tay-Sachs-Krankheit), ein Defekt des Enzyms Hexosaminidase A
- GM2-Gangliosidose Variante 0 (Morbus Sandhoff), ein Defekt der Enzyme Hexosaminidase A und der Hexosaminidase B

Allein aufgrund der Symptomatik lassen sich die beiden Gendefekte nicht unterscheiden.